# Iwona Kowalczyk
Iwona Helena Kowalczyk – polska chemik, doktor habilitowany nauk chemicznych, pracownik naukowy Zakładu Produktów Bioaktywnych Wydziału Chemii Uniwersytetu im. Adama Mickiewicza w Poznaniu.

## Życiorys
W 1999 r. obroniła pracę doktorską pt. Wiązanie wodorowe w kompleksach pirydynobetain, której promotorem był prof. Mirosław Szafran, w 2014 r. habilitowała się na podstawie pracy zatytułowanej Synteza, badania spektroskopowe i strukturalne aminokarboksybetain i ich pochodnych. Pracowała na stanowisku adiunkta w Pracowni Chemii Mikrobiocydów na Wydziale Chemii Uniwersytetu im. Adama Mickiewicza.
Należy do Rady Dyscypliny Naukowej – Nauk Chemicznych Uniwersytetu im. Adama Mickiewicza w Poznaniu.